# Khin Maung Lwin
Khin Maung Lwin (ur. 27 grudnia 1988 w Rangunie) – birmański piłkarz, grający na pozycji obrońcy.

## Kariera piłkarska

### Kariera klubowa
W 2007 rozpoczął karierę piłkarską w Kanbawza FC. W 2010 przeszedł do Yangon United FC.

### Kariera reprezentacyjna
W 2006 debiutował w narodowej reprezentacji Mjanmy, w której obecnie pełni funkcje kapitana drużyny. Łącznie rozegrał 57 meczów i strzelił 4 goli.

## Nagrody i odznaczenia

### Sukcesy klubowe
- mistrz Mjanmy: 2011, 2012, 2013
- wicemistrz Mjanmy: 2014